# Hans Polterauer
Johannes Polterauer (* 10. Juni 1958 in Passau) ist ein österreichischer Zeichner und Objektkünstler.

## Leben
Polterauer ist gelernter Fernsehtechniker und kam als Autodidakt zur Kunst. Seit 1989 ist er als freischaffender Künstler und Zeichner tätig. Er lebt und arbeitet in Münzkirchen, Oberösterreich. Er arbeitet in den Bereichen Kinetik, Lichtkinetik, Kinetik der Pflanzen, Rotations- und Stroboskopkunst. Seit 2001 ist er Mitglied der Innviertler Künstlergilde (IKG). Außerdem gehört er dem Kunstverein Passau und seit 2004 der Künstlergilde Wels an.

## Ausstellungen (Auswahl)
- 2003: Museum der Wahrnehmung Graz, Einzelausstellung Wunderland[2]
- Medienkunstlabor Graz
- 2011: Ars Electronica Center Linz, Ausstellung Wovon Maschinen träumen[3]
- Galerie Weihergut Salzburg
- Ortung VI Stadt Schwabach
- 2010: Neues Museum Schloss Salem[4]
- 2011: Schlossgalerie Schärding
- Egon Schiele Art Centrum Krumau
- Nordico Linz
- St.-Anna-Kapelle Passau
- 2003: Freilichtmuseum Finsterau, Ausstellung Bauen mit Stein
- Moving poets Berlin
- 2002, 2015: Jazzatelier Ulrichsberg, Einzelausstellung Hans Polterauer: Kinetische Objekte[5]
- Galerie Forum Wels
- Schloss Puchheim
- Kammerhofgalerie Gmunden
- Vernissage Birds of a Feather in der Kunstsammlung des Landes Oberösterreich (bis August 2015)

## Performances und Projekte (Auswahl)
- Festival der Regionen 2007
- Kulturhauptstadt Linz 2009
- Videoprojekt U10 Berlin
- Pflanzenprojekt Photovoltaik-Kraftwerk Eberstalzell

## Auszeichnungen
2001: Jurysonderpreis Granitwerk Josef Kusser, „Granit im öffentlichen Raum“

## Kunstwerke
- "Stroboskopscheibe"
- "Twilight Zone"
- "Ameisenkönigin"
- "Hendrix-Projekt"